# Dietmar Schwarz (Boxer)
Dietmar Schwarz (* 29. Januar 1960 in Warin) ist ein ehemaliger Boxer aus der DDR. Er war unter anderem Teilnehmer der Olympischen Spiele 1980 in Moskau, wo er einen 9. Platz im Halbweltergewicht erreichte.

## Boxkarriere
Schwarz trainierte beim SC Traktor Schwerin und wurde 1980 sowie 1981 DDR-Meister im Halbweltergewicht. Bei den Olympischen Spielen 1980 in Moskau siegte er gegen Teddy Makofi aus Sambia, ehe er im Achtelfinale gegen José Molina aus Puerto Rico ausschied.
Bei der Europameisterschaft 1981 in Tampere erreichte er mit Siegen gegen Konrad König und Kazimierz Szczerba das Halbfinale, wo er mit 2:3 gegen Mirko Puzović unterlag und Bronze gewann. Er nahm dann noch an der Weltmeisterschaft 1982 in München teil und schlug in der Vorrunde Jeff Decker (Großbritannien), ehe er im Achtelfinale erneut gegen Mirko Puzović ausschied.

### Turnierergebnisse (Auswahl)
- März 1983: 3. Platz beim Chemiepokal in der DDR[6]
- Oktober 1981: 1. Platz beim TSC-Turnier in der DDR[7]
- Februar 1981: 3. Platz beim Chemiepokal in der DDR[8]
- November 1980: 1. Platz beim Tammer-Turnier in Finnland[9]
- Oktober 1980: 1. Platz beim TSC-Turnier in der DDR[10]
- März 1980: 1. Platz beim Chemiepokal in der DDR[11]
- November 1979: 2. Platz beim Feliks Stamm Tournament in Polen[12]
- Oktober 1979: 1. Platz beim TSC-Turnier in der DDR[13]
- März 1979: 1. Platz beim Chemiepokal in der DDR[14]

## Nach dem Boxen
Schwarz arbeitete nach seiner Wettkampfkarriere als Polizeibeamter (2008: Polizeioberkommissar) in Neukloster.